# اودایبا

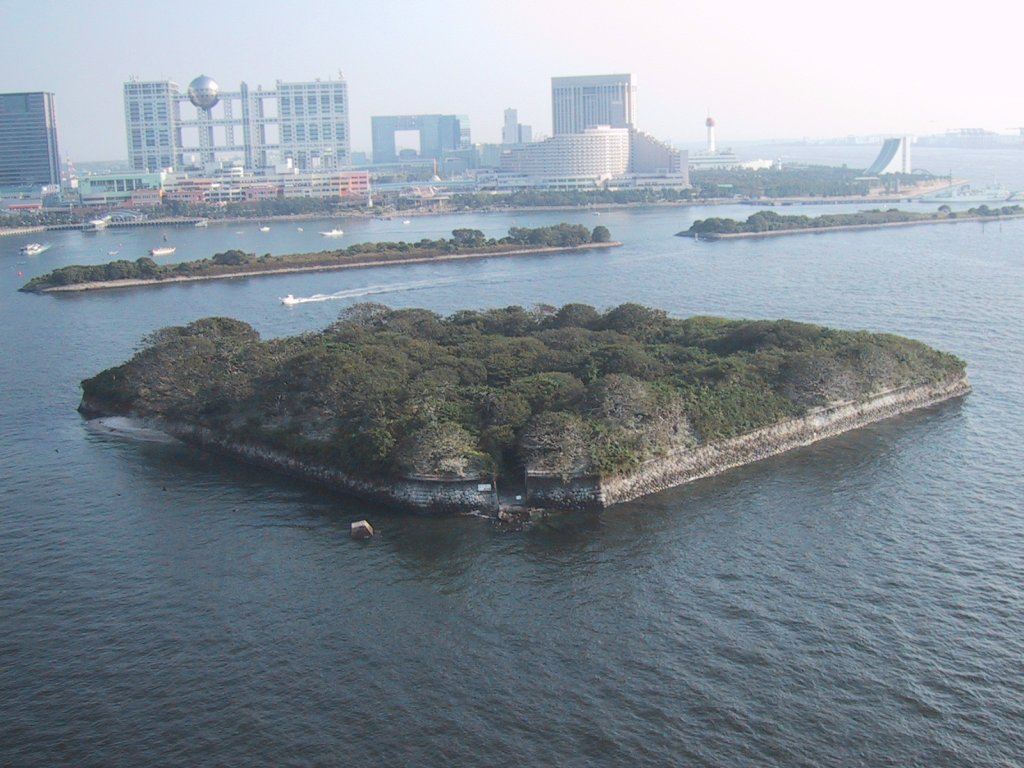
اودایبا.

اُودایبا (به ژاپنی: お台場 Odaiba) شامل چندین جزیرهٔ مصنوعی است و در توکیو، پایتخت ژاپن واقع شده‌است. این جزایر مصنوعی در دههٔ ۱۸۵۰ و در اواخر دوره ادو به وجود آمده است. این جزایر مصنوعی به سه بخش مختلف توکیو متعلق هستند. بزرگترین آنها به نام زمین شمارهٔ ۱۳ که به آن دایبا نیز گفته می‌شود، توسط پل رینبو بریج به منطقهٔ میناتو متصل شده‌است.

## تاریخچه
نام اودایبا کنایه از دایبا (台 場، «آتشبار» / «قلعه»)، است که جزایر کوچکی را در نزدیکی آن تشکیل می‌دهد. آنها در سال ۱۸۵۳ توسط اگاوا هیده‌تاتسو برای محافظت از شوگون‌سالاری توکوگاوا ساخته شد تا از ادو در برابر حمله دریایی محافظت کند، تهدید اصلی کشتی‌های سیاه متیو سی. پری است که در همان سال وارد شده بود. در سال ۱۹۲۸، دای سان دایبا (第三 台 ref، آتشبار شماره ۳) بازسازی شد و به عنوان پارک متروپولیتن دایبا برای عموم مردم باز شد.
از ۱۱ آتشبار که در ابتدا برنامه‌ریزی شده بود، هفت پروژه ساختمانی آغاز شد، اما فقط شش آتشبار به پایان رسید. آتشبارهای شماره ۱ تا شماره ۳ در سال ۱۸۵۳ در هشت ماه به پایان رسید. ساخت شماره‌های ۴ تا ۷ در سال ۱۸۵۴ آغاز شد، اما فقط شماره‌های ۵ و ۶ تا پایان سال به پایان رسید. شماره‌های ۴ و ۷ رها شدند، به ترتیب ۳۰٪ و ۷۰٪ ناتمام بودند (و به جای آن) یک آتشبار زمینی جایگزین در نزدیکی گوتنیاما ساخته شد. با این حال، آنها ساخت شماره ۴ را در سال ۱۸۶۲ از سر گرفتند و سال بعد آن را به پایان رساندند.
تا اواسط دهه ۱۹۶۰، همه به جز دو قلعه (شماره ۳ و ۶) یا برای تسهیل ناوبری کشتی برداشته شدند یا در بندر شیناگاوا و تنوزا قرار گرفتند. در سال ۱۹۷۹، «محل دفن زباله شماره ۱۳» (اکنون میناتو-کو، توکیو، شیناگاوا-کو، توکیو و کوتو-کو، توکیو) به پایان رسید و به پارک متصل شد که شماره ۳ قلعه بود. از طرف دیگر، شماره ۶ به منابع طبیعت واگذار شد (تردد به آن ممنوع است).

## مناطق اودایبا
اودایبا بین سه منطقهٔ میناتو، کوتو و شیناگاوا تقسیم شده‌است.
- دایبا (به ژاپنی: 台場地区 daiba) یا زمین شمارهٔ ۱۳ جزئی از میناتو
- آئومی (به ژاپنی: 青海地区 Aomi) بیشتر نواحی آن جزئی از کوتو است. همچنین بخشی از آن هیگاشی یاشیئو (به ژاپنی: 東八潮 Higashi-Yashio) نام دارد که که این بخش جزئی از شیناگاوا است.
- آری‌آکه‌کیتا (به ژاپنی: 有明北地区 Ariake) جزئی از کوتو
- آری‌آکه‌می‌نامی (به ژاپنی: 有明南地区 Ariake) جزئی از کوتو

## مکان‌های معروف در اودایبا
- مکان‌های میناتوی اودایبا
  - ساختمان تلویزیون فوجی
  - پارک ساحلی اودایبا
  - پارک دایبا
  - هتل گراند پاسفیک (Grand Pacific Le Daiba)
  - هتل نیکو توکیو (Hotel Nikko Tokyo)
  - مجسمه آزادی اودایبا
  - مرکز خرید دسک توکیو بیچ (DECKS Tokyo Beach)
    - مجتمع تفریحی توکیو جوی

  - آکواریوم آکواسیتی اودایبا
- مکان‌های کوتوی اودایبا
  - پالت تاون (palette town)
  - موزه میرائیکان
  - نمایشگاه بین‌المللی توکیو
  - حمام آب‌معدنی اوادو-اونسن-منوگاتاری
- مکان‌های شیناگاوای اودایبا
  - موزه علوم دریایی
  - پارک شیئوکازه

## رسیدن به اودایبا
برای رسیدن به اودایبا می‌توان از قطارهای خط یوریکامومه استفاده کرد.

## نگارخانه

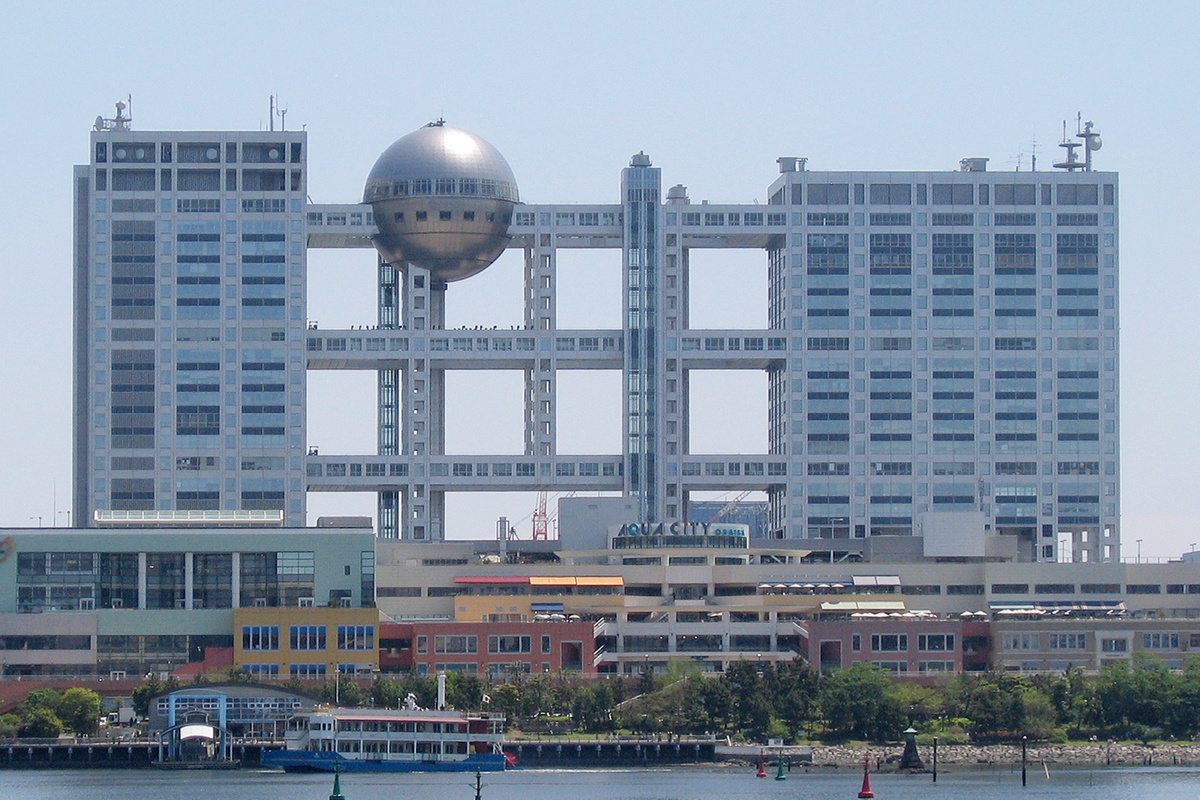
ساختمان تلویزیون فوجی و آکواریوم آواسیتی در جلوی آن
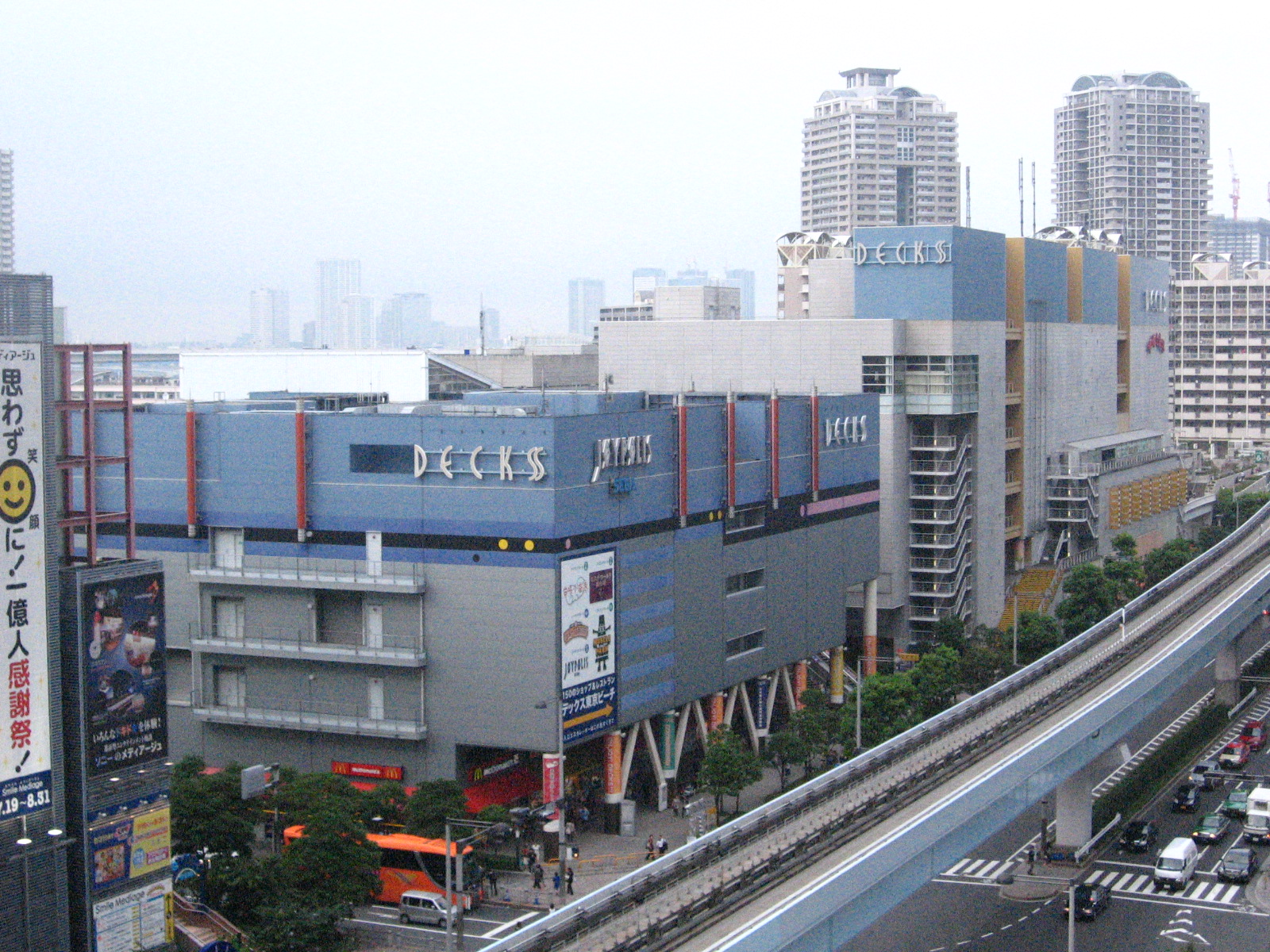
مرکز خرید دسک توکیو بیچ
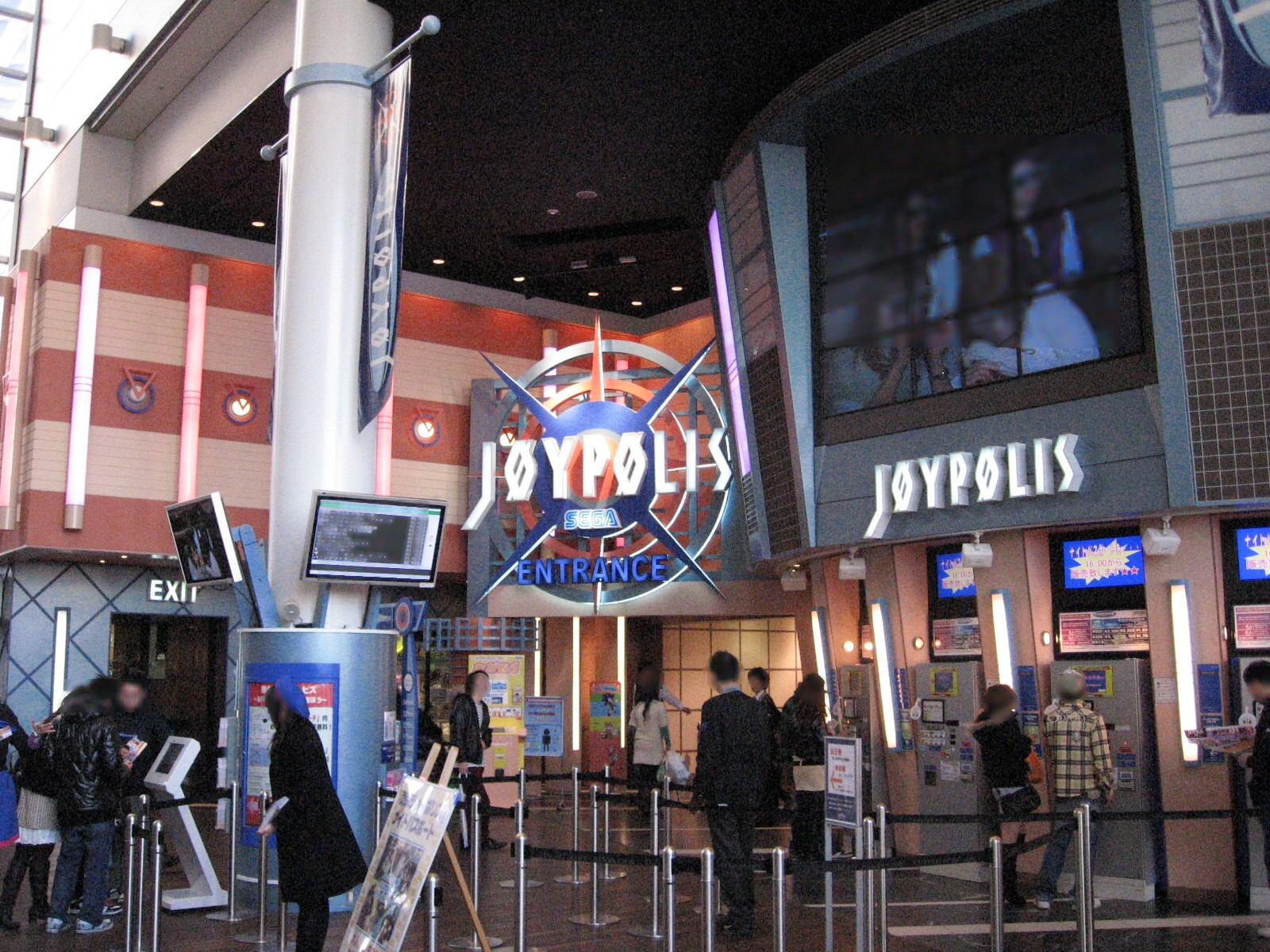
مجتمع تفریح توکیو جوی واقع در طبقهٔ سوم تا پنجم دسک توکیو بیچ
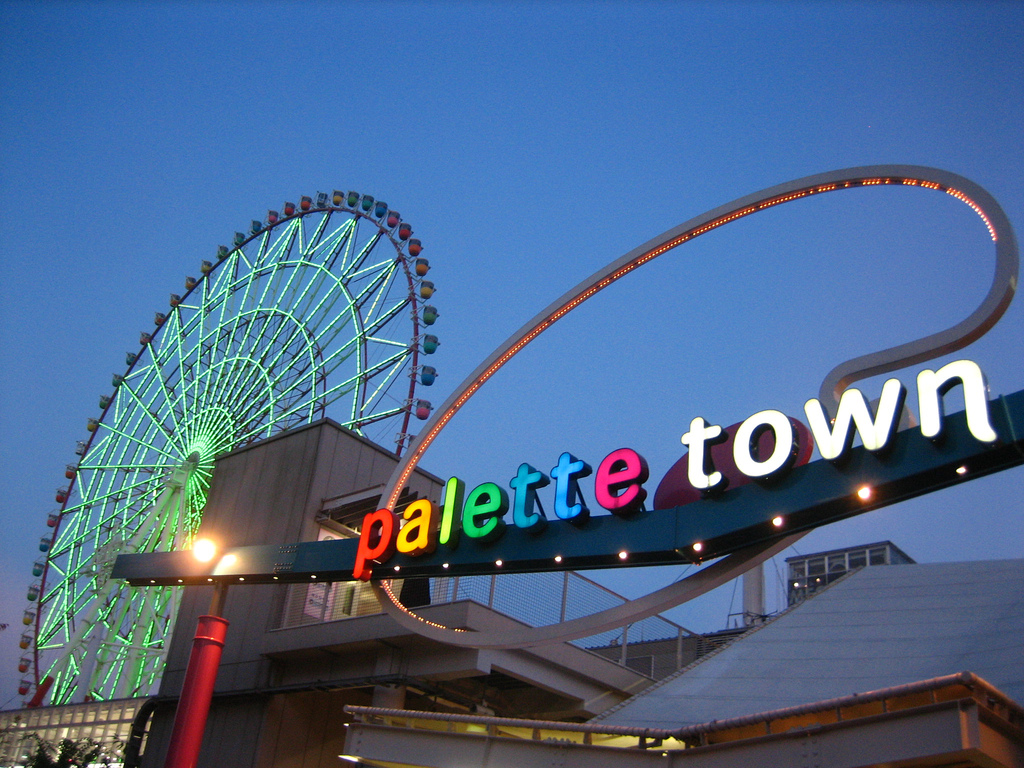
شهر بازی پالت تاون
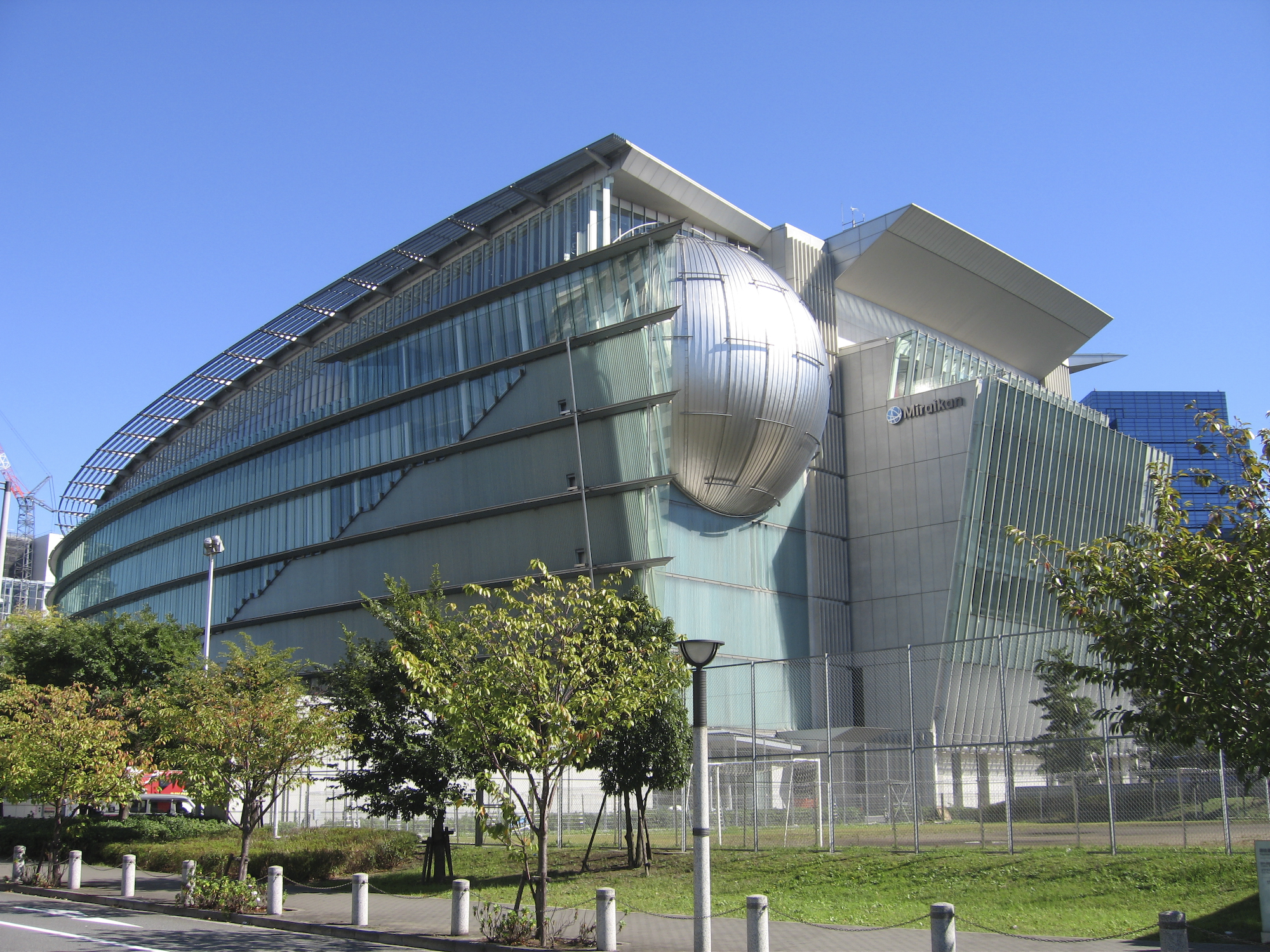
موزه میرائیکان
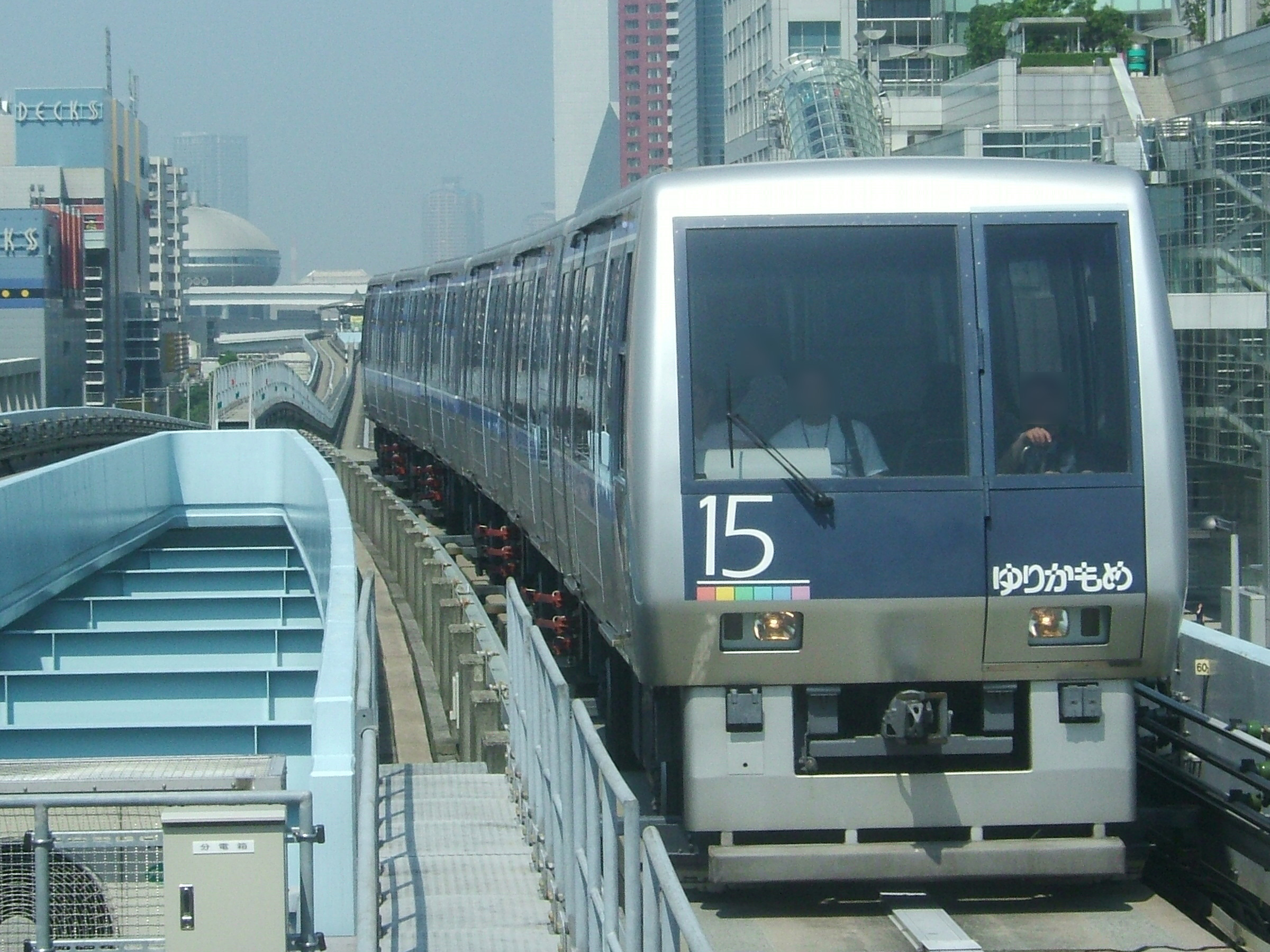
یکی از قطارهای خط یوریکامومه
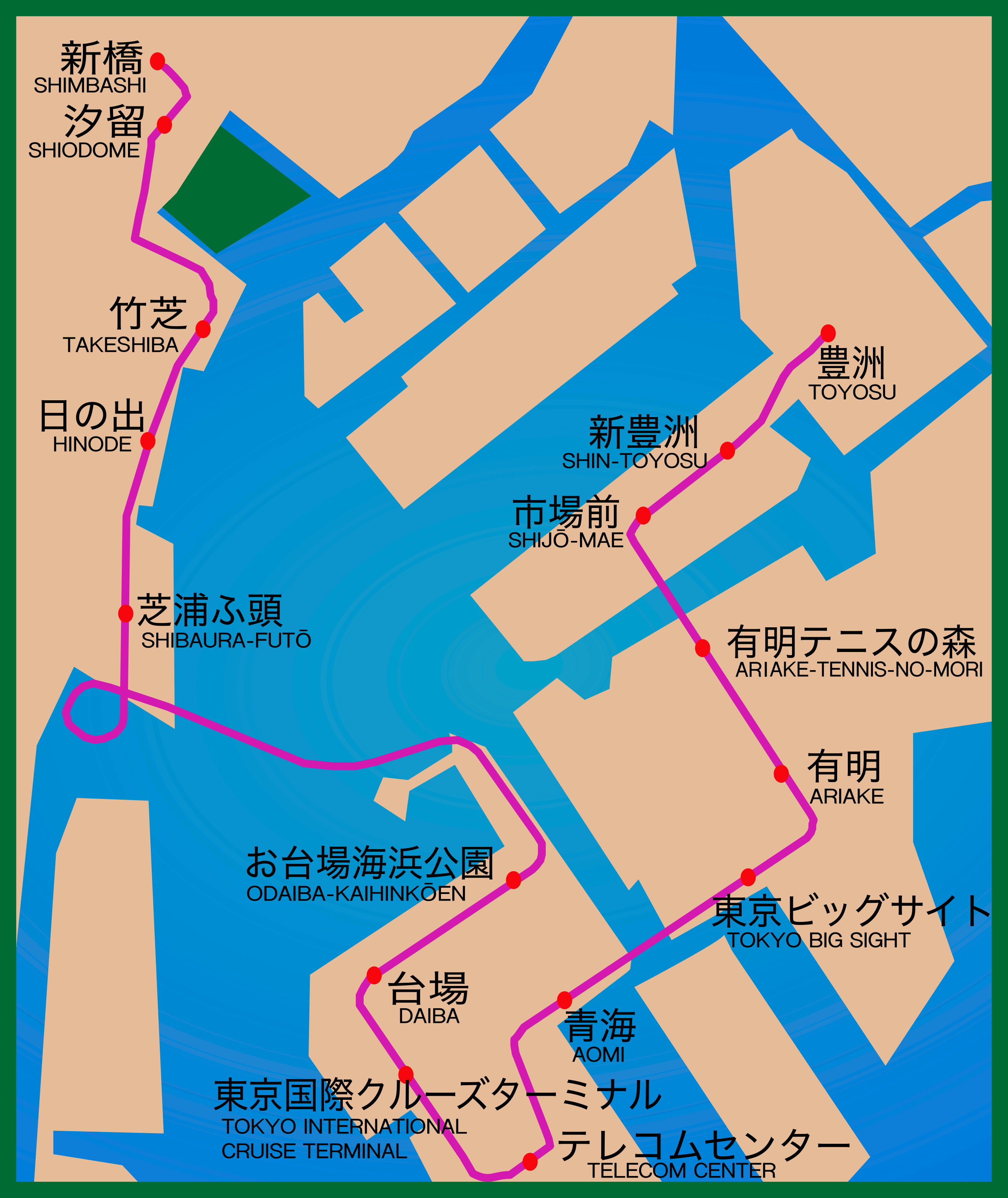
نام ایستگاه‌های قطار یوریکامومه در اودایبا
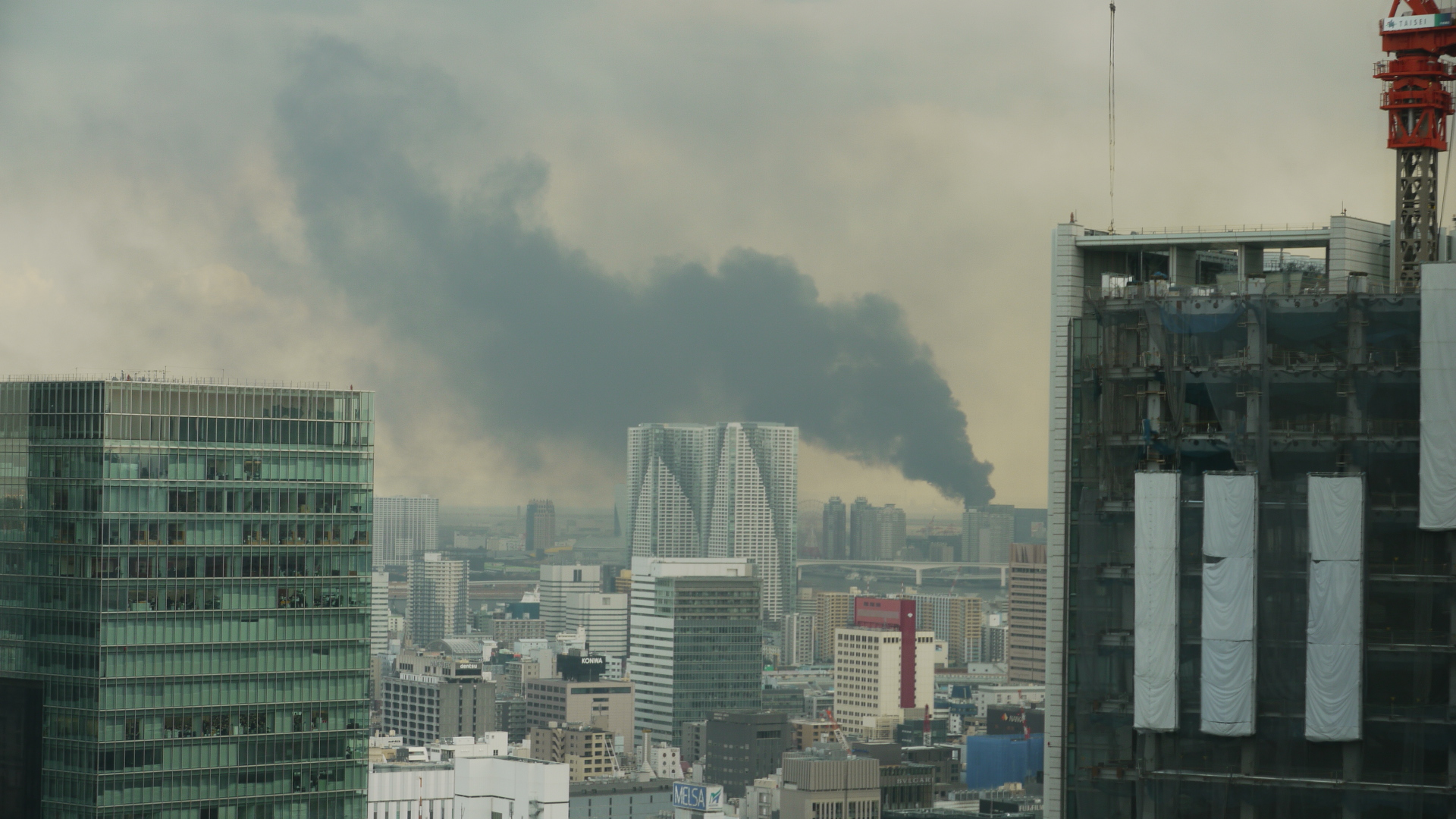
آتش سوزی در اودایبا پس از زلزله